# کمسیت
| k · m | z · i | t · B1 |

| k · m | z · i | t · B1 |

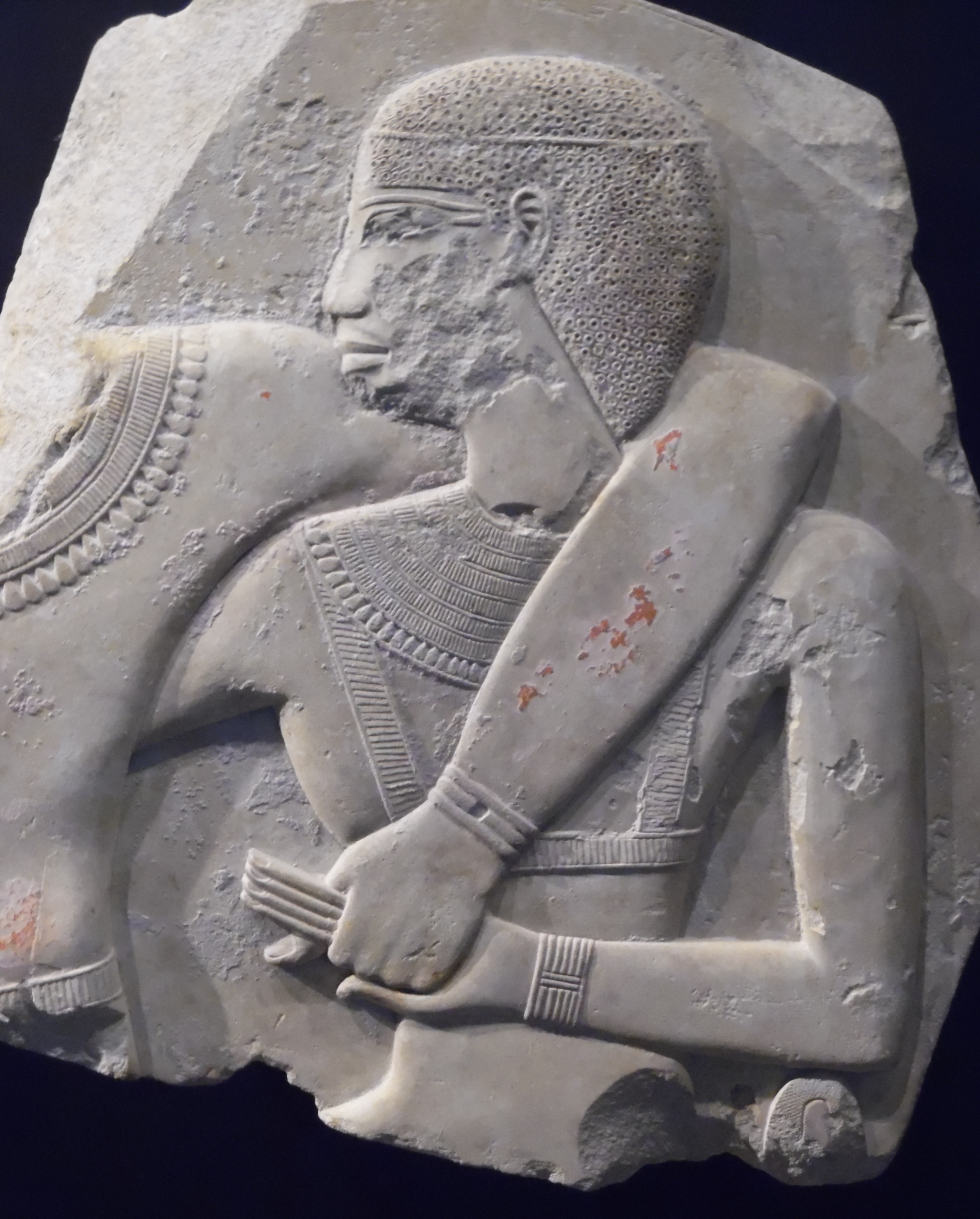
کمسیت بر روی کتیبه‌ای قدیمی از دیر البحری که امروزه در مونیخ نگهداری می‌شود.

کمسیت (به انگلیسی: Kemsit) یک ملکه همسر در مصر باستان بود که در دوران حکمرانی دودمان یازدهم مصر زندگی می‌کرد. وی همسر فرعون منتوحتپ دوم بود که آرامگاهش (TT308) و یک نمازخانهٔ کوچک تزئین‌شده در مجموعهٔ معبد شوهرش در دیر البحری کشف شد، در پشت بنای اصلی، همراه با آرامگاه‌های پنج زن دیگر به نام‌های عاشیت، هنحنت، کاویت، سادِه و مایت.
بیشتر این زنان، کاهنه‌های حاثور بودند، بنابراین ممکن است که به عنوان بخشی از پرستش این ایزدبانو در آن‌جا به خاک سپرده شده باشند؛ با این حال، احتمال دارد که آنان دختران اشرافی بوده‌اند که پادشاه قصد نظارت بر آنان را داشته است.
فقط بخش‌هایی از تابوت سنگی کمسیت کشف شده‌اند که اکنون در موزه مصر در قاهره نگهداری می‌شوند.
این ملکه همچنین در نقش‌برجسته‌های معبد تدفینی شوهرش منتوحتپ دوم به تصویر کشیده شده است. این نگاره‌ها امروزه به شدت آسیب دیده‌اند، اما به نظر می‌رسد که او در صحنه‌ای که صفی از زنان سلطنتی را نشان می‌دهد، حضور داشته است. در قطعات باقی‌مانده، او در پشت ملکه کاویت دیده می‌شود. عنوان او در این نقش‌برجسته، «همسر محبوب پادشاه» است.
کمسیت ممکن است اصالتی نوبیایی داشته بوده باشد، چنان‌که نگاره‌هایی که چهرهٔ او را سیاه یا صورتیِ تیره نشان می‌دهند، گواه این امر هستند.
عناوین او عبارت بودند از: همسر محبوب فرعون، زینت فرعون، زینت تنها فرعون، کاهنه حاثور.